# 曼若西夫卡
50°36′23″N 32°27′27″E / 50.60639°N 32.45750°E
曼若西夫卡（烏克蘭語：Манжосівка），是烏克蘭的村落，位於該國北部切爾尼戈夫州，由普里盧基區負責管轄，始建於1600年，面積2.5平方公里，海拔高度114米，2001年人口1,058，人口密度每平方公里422.7人。